# Johanna Reiss
Johanna Reiss (* 4. April 1932 in Winterswijk als Annie de Leeuw)  ist eine niederländische  Holocaustüberlebende, Zeitzeugin und Kinderbuchautorin. Sie wurde durch das Buch De schuilplaats bekannt, in welchem sie das Leben als Verfolgte im Untergrund des Dorfes Usselo bei Enschede im  Zweiten Weltkrieg beschreibt. Mehrere ihrer Bücher sind ins Deutsche übersetzt.
Nach dem Krieg wanderte Annie de Leeuw in die Vereinigten Staaten aus, wo sie Jim Reiss heiratete und dessen Namen annahm.
2017 besuchte Reiss das Humberghaus im Westmünsterland und stellte ihre Bücher vor, da sich deren Thematik und die des Geschichtsortes ähneln.

## Werke
- The Upstairs Room. 1972[2]
  - Übers. Inge M. Artl: Und im Fenster der Himmel. Jugendroman. Benziger, Köln 1975, zahlr. Aufl.
  - Neuübers. Nina Frey: Und im Fenster der Himmel. Eine wahre Geschichte. dtv, München 2015
- De schuilplaats (1974)
- Geen slecht jaar (1976)
- Die fatale nacht (1988)
- Een verborgen leven (2008)